# Swipos
swipos ist ein Schweizer Positionierungsdienst des Bundesamts für Landestopografie. Er stellt Korrekturdaten zur Verfügung, mit denen eine genauere Positionsbestimmung mittels Satelliten möglich ist.

## Dienste
Swipos bietet zwei unterschiedlich genaue Dienste an, namentlich swipos-NAV und swipos-GIS/GEO. Die gelieferten Korrekturdaten können in Echtzeit oder für nachträgliche Berechnungen genutzt werden.
| Name           | Genauigkeit | Kommunikation                                  |
| -------------- | ----------- | ---------------------------------------------- |
| swipos-NAV     | 0,5–5 m     | CSD, GPRS                                      |
| swipos-GIS/GEO | < 0,2 m     | CSD, GPRS, RINEX-Download (für Postprocessing) |

## Technik
Swipos basiert auf 30 GNSS-Referenzstationen, welche in der ganzen Schweiz verteilt sind. Sie gehören dem Automatischen GNSS-Netz Schweiz (AGNES) an. Die Daten der 30 Stationen werden im Verfahren der Virtuellen Referenzstationen (VRS) berechnet.